# Іракліон
Іра́кліон (грец. Ηράκλειο), або Геракліон, давня назва Кандія — столиця Криту та одне з найбільших міст Греції, адміністративний центр ному Іракліон. Його історія налічує понад 2,5 тисячі років. Сьогодні це великий порт, торговельний та туристичний центр. Іракліон має також свій аеропорт «Нікос Казандзакіс».

## Географія

### Клімат
Іракліон знаходиться у зоні, котра характеризується середземноморським кліматом. Найтепліший місяць — липень із середньою температурою 26,1 °C (79 °F). Найхолодніший місяць — січень, із середньою температурою 12,1 °С (53,8 °F).
| Клімат Іракліона        | Клімат Іракліона | Клімат Іракліона | Клімат Іракліона | Клімат Іракліона | Клімат Іракліона | Клімат Іракліона | Клімат Іракліона | Клімат Іракліона | Клімат Іракліона | Клімат Іракліона | Клімат Іракліона | Клімат Іракліона | Клімат Іракліона |
| Показник                | Січ.             | Лют.             | Бер.             | Квіт.            | Трав.            | Черв.            | Лип.             | Серп.            | Вер.             | Жовт.            | Лист.            | Груд.            | Рік              |
| Абсолютний максимум, °C | 23               | 26               | 28               | 35               | 37               | 41               | 40               | 37               | 39               | 37               | 30               | 23               | 41               |
| Середній максимум, °C   | 15,3             | 15,5             | 16,7             | 20               | 23,5             | 27,3             | 28,7             | 28,5             | 26,4             | 23,4             | 20               | 17               | 21,9             |
| Середня температура, °C | 12,1             | 12,2             | 13,5             | 16,5             | 20,3             | 24,4             | 26,1             | 26               | 23,5             | 20               | 16,6             | 13,7             | 18,7             |
| Середній мінімум, °C    | 9                | 8,9              | 9,7              | 11,8             | 15               | 19,1             | 21,6             | 21,8             | 19,3             | 16,5             | 13,4             | 10,8             | 14,7             |
| Абсолютний мінімум, °C  | 2                | 0                | 0                | 5                | 8                | 12               | 16               | 16               | 12               | 8                | 2                | 1                | 0                |
| Норма опадів, мм        | 90.1             | 67.6             | 58.2             | 28.5             | 14.2             | 3.5              | 1                | 0.6              | 17.7             | 64.9             | 59               | 77.9             | 483.2            |
| Днів з опадами          | 14               | 12               | 9                | 6                | 4                | 1                | 0                | 0                | 2                | 6                | 10               | 14               | 78               |
| Вологість повітря, %    | 68               | 66.1             | 66               | 61.7             | 60.8             | 56.3             | 56.6             | 58.3             | 61.2             | 65.5             | 67.7             | 67.7             | 63               |
| ----------------------- | ---------------- | ---------------- | ---------------- | ---------------- | ---------------- | ---------------- | ---------------- | ---------------- | ---------------- | ---------------- | ---------------- | ---------------- | ---------------- |
| Джерело: Weatherbase    |                  |                  |                  |                  |                  |                  |                  |                  |                  |                  |                  |                  |                  |

## Історія
Історія міста сягає щонайменше 1 століття н. е. Страбон у «Географії» повідомляє, що Гераклеоном (грец. Ηράκλειο, тобто «містом Геракла») називалася гавань античного Кносса, збудована після занепаду сусіднього Амнісса. Згодом місто обнесли фортечними мурами, і за візантійських часів його називали Кастро, тобто «фортеця».
У 824 році порт захоплений арабами, які дали місту нову назву Рабд-ель-Хандак, тобто «фортеця з глибокими ровами». Після повернення Іракліона під владу візантійців (961) Никифором Фокою, арабську назву зберегли, скоротивши до Хандакс. Вона вживалася поруч з назвою Кастро або ж навіть Мегало Кастро (тобто «велика фортеця»).
У 1204 році, після здобуття Константинополя хрестоносцями, Крит придбаний у них венеційцями. Однак у реальності місто опинилося в руках пірата Енріко Пескаторе. Остаточно влада Венеційської республіки над Іракліоном була встановлена в 1211 році. Місто стало столицею Криту і його головною фортецею. Венеційці іменували місто на свій лад  — Кандією, а Крит офіційно називався «королівством Кандійським». Серед місцевого населення зберігалася назва Мегало Кастро  — і за часів венеційського панування, і за османської доби.
Турки захопили місто в 1669 році, після найтривалішої в історії 21-річної облоги. Нові завойовники лише трохи переінакшили венеційську назву міста  — на тур. Kandiye. Крит отримав статус «пашалика» — області, що безпосередньо управлялась пашою. Оскільки Іракліон був майже цілком зруйнований, столицю Криту перенесли до Ханьї.
У 1889 році Крит звільнений від турків, а місто отримало свою античну першоназву  — грец. Ηράκλειο.

## Визначні місця
Найцікавішими є такі історичні та архітектурні пам'ятки:
- археологічний музей Іракліону — один з найбільших музеїв Греції та найкращий у світі, присвячений мистецтву мінойської цивілізації;
- собор святого Марка, з 2000 року будівлю займає музей образотворчого мистецтва[ru];
- церква Св. Тита — заснована 961 року. У ній зберігається головна християнська святиня Криту — голова Св. Тита;
- фонтан Морозіні — побудований на початку 17 ст., має ім'я губернатора острова Франческо Морозіні;
- церква Агіа Дека — побудована на початку 17 ст., названа на честь Десяти мучеників, що були страчені у 3 ст. римлянами в Гортині за віросповідання;
- церква Св. Катерини  — тут здобули освіту Михайло Дамаскін та його учень і послідовник Ель Греко;
- Укріплення Іракліона — оборонні стіни венеційської доби.

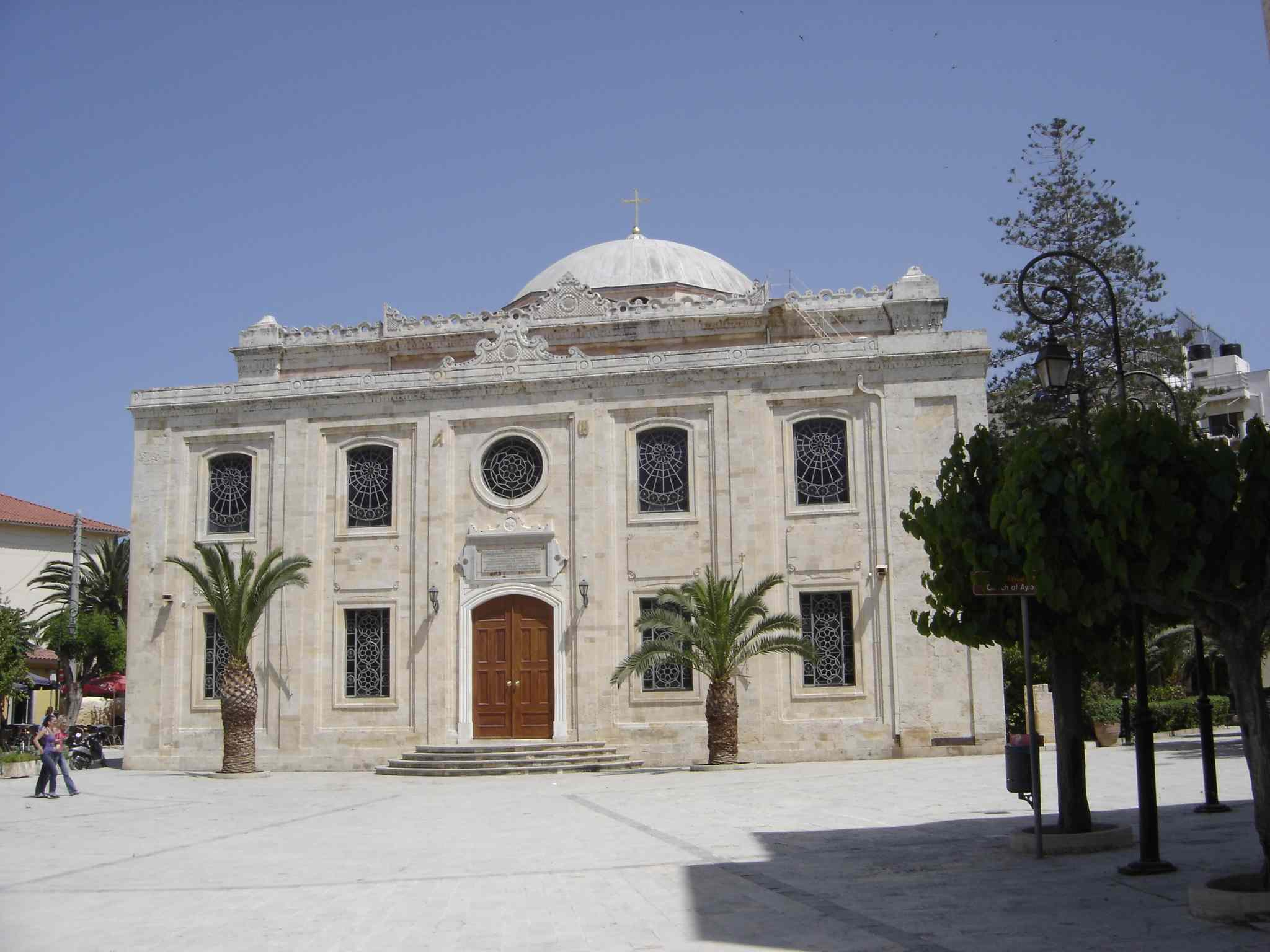
Церква Св. Тита
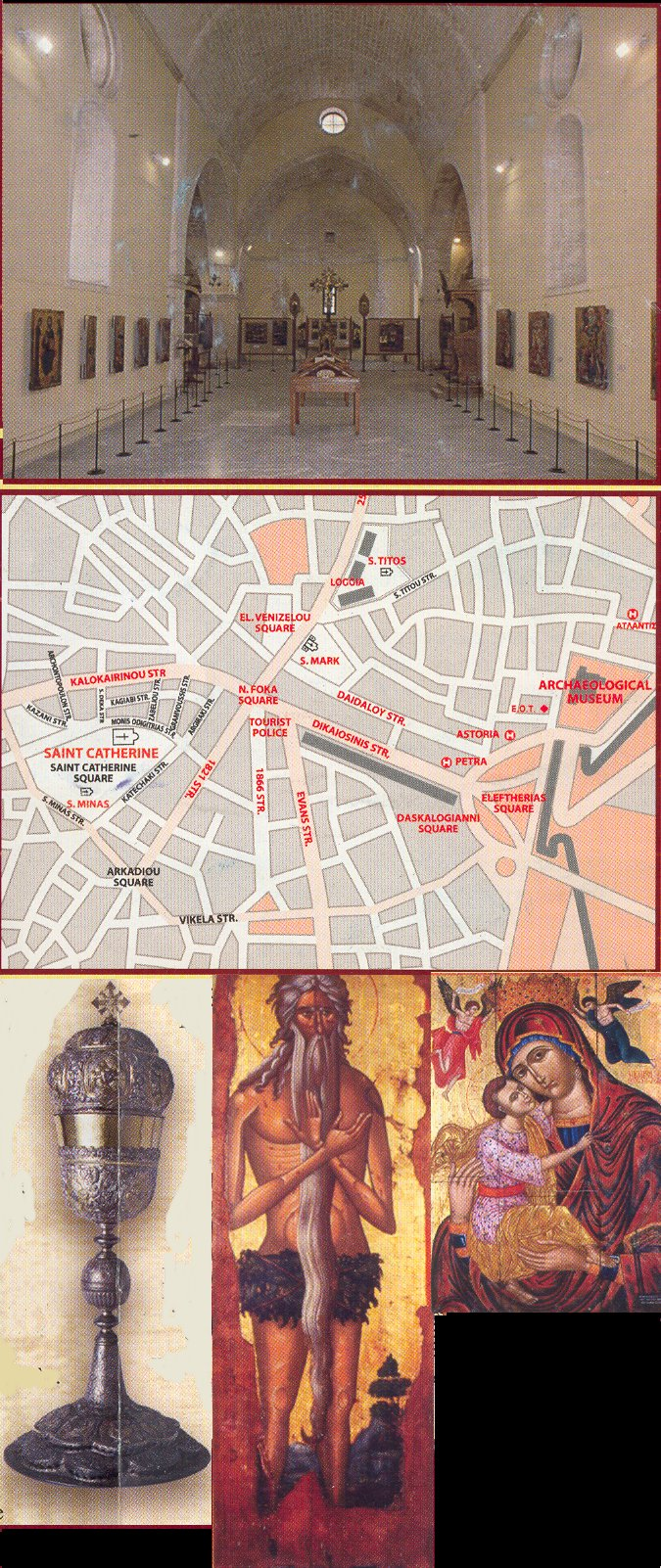
Церква Св. Катерини
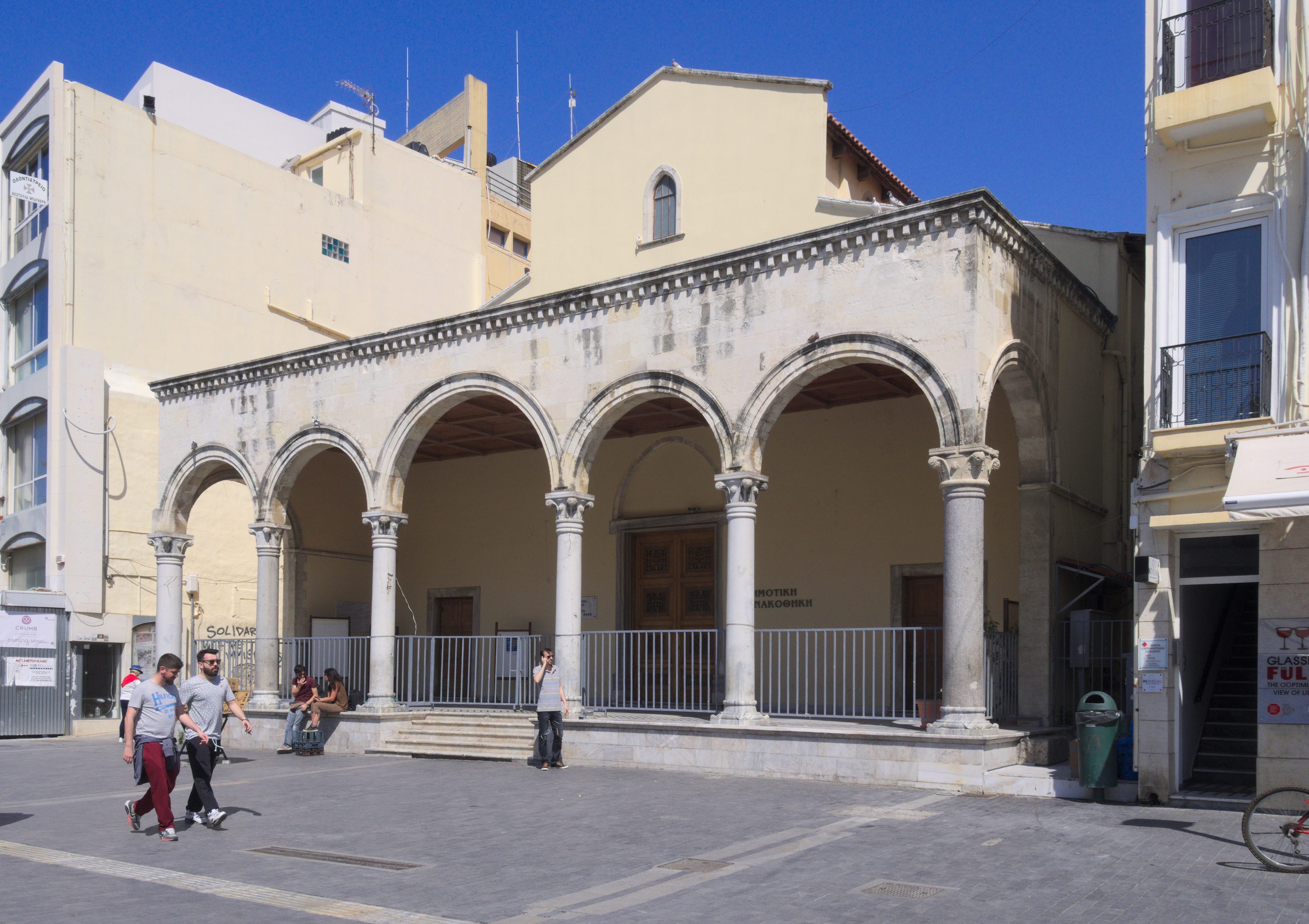
Собор святого Марка
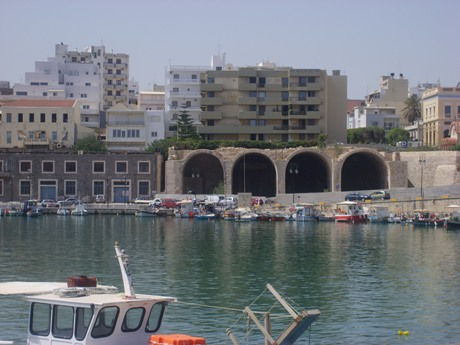
Доки в Іракліоні
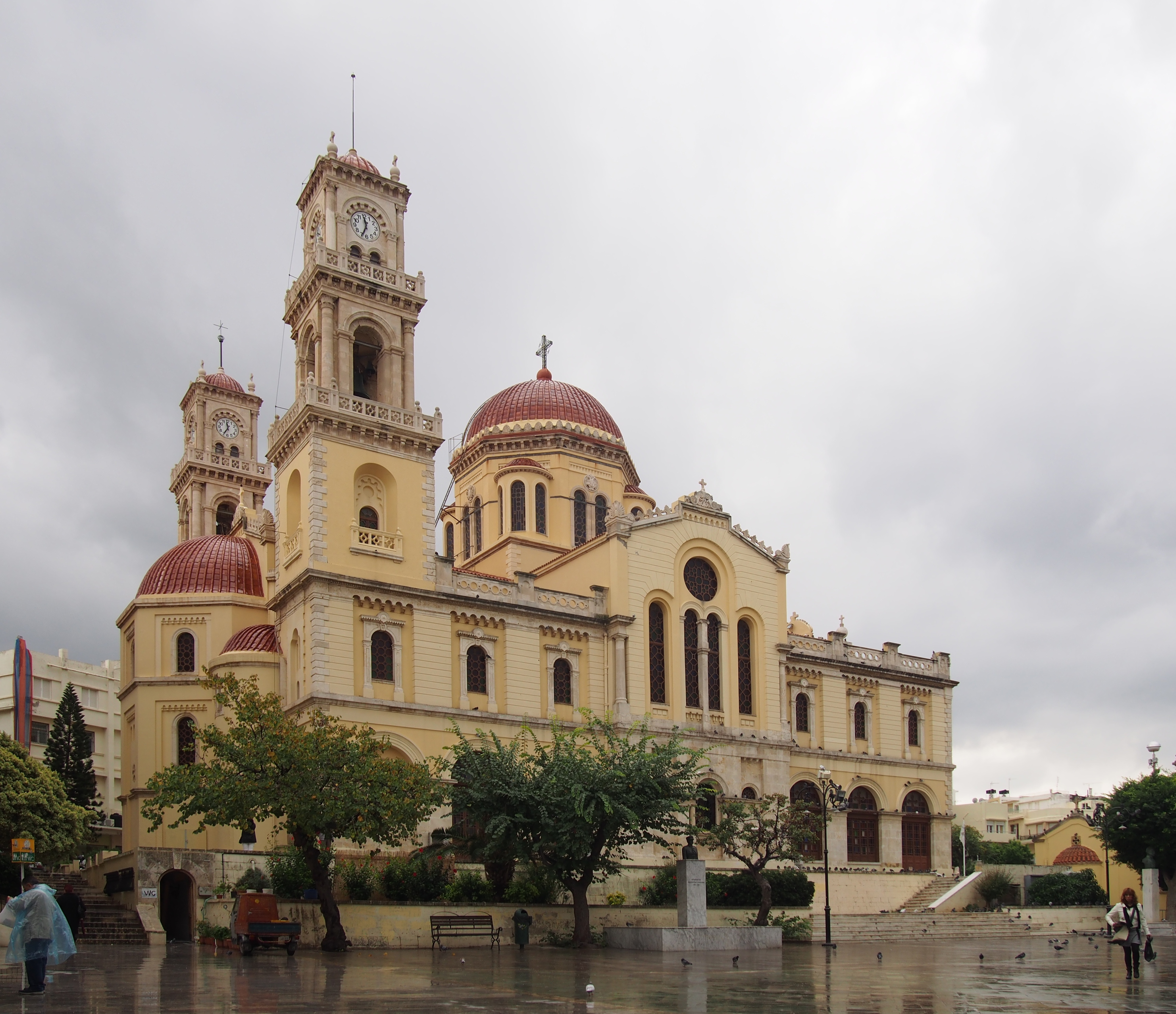
Собор Святого Міни

### Доки
Доки в Іракліоні — великі видовжені будови з опуклими, бочкоподібними дахами. Вони забезпечували місце для ремонту та охорони кораблів. Також використовувались для побудови нових суден. У різний час було побудовано 3 комплекси:
- перший  — побудований у XIII ст., мав назву Арсенали Антики;
- другий  — Арсенали Векки;
- третій  — Арсенали Нуові та Нуовіссімі (Арсенали Нові та Новітні).

### Фонтани
У візантійський період водопостачання міста здійснювалось з криниць а також підземних цистерн для збору дощової води, яких в 1639 році було: 1270 колодязів і 273 цистерни.  Після збільшення наслення міст острова  в XVI столітті у венеційської влади виникла потреба щодо забезпечення питню водою населення, що призвело до появи фонтанів, які отримували воду з джерел з околиць або з-за меж міста. Після захоплення острова і міста османами в 1669 році вони продовжили будівництво фонтанів.
Першим в 1552-1554 роках було побудовано Фонтан Бебо, в 1603 році побудовано Фонтан Сагредо, від якого залишилась лише фасадна плита на північно-західному куті Венеційської ложі, Будівництво було продовжено при Франческо Морозині, який заснував фонтан  в 1628 році, який нині називається Фонтан Морозіні. Останнім венеційці в 1666 році збудували Фонтан Пріулі, який довелося збудувати, оскільки Фонтани Бебо і Морозіні залишились без води оскільки османи перекрили воду під час облоги міста. При османах буо побудовано інші фонтани, з яких залишились Фонтан Єніцар Ага та Фонтан Хачі Ібрагім Ага.

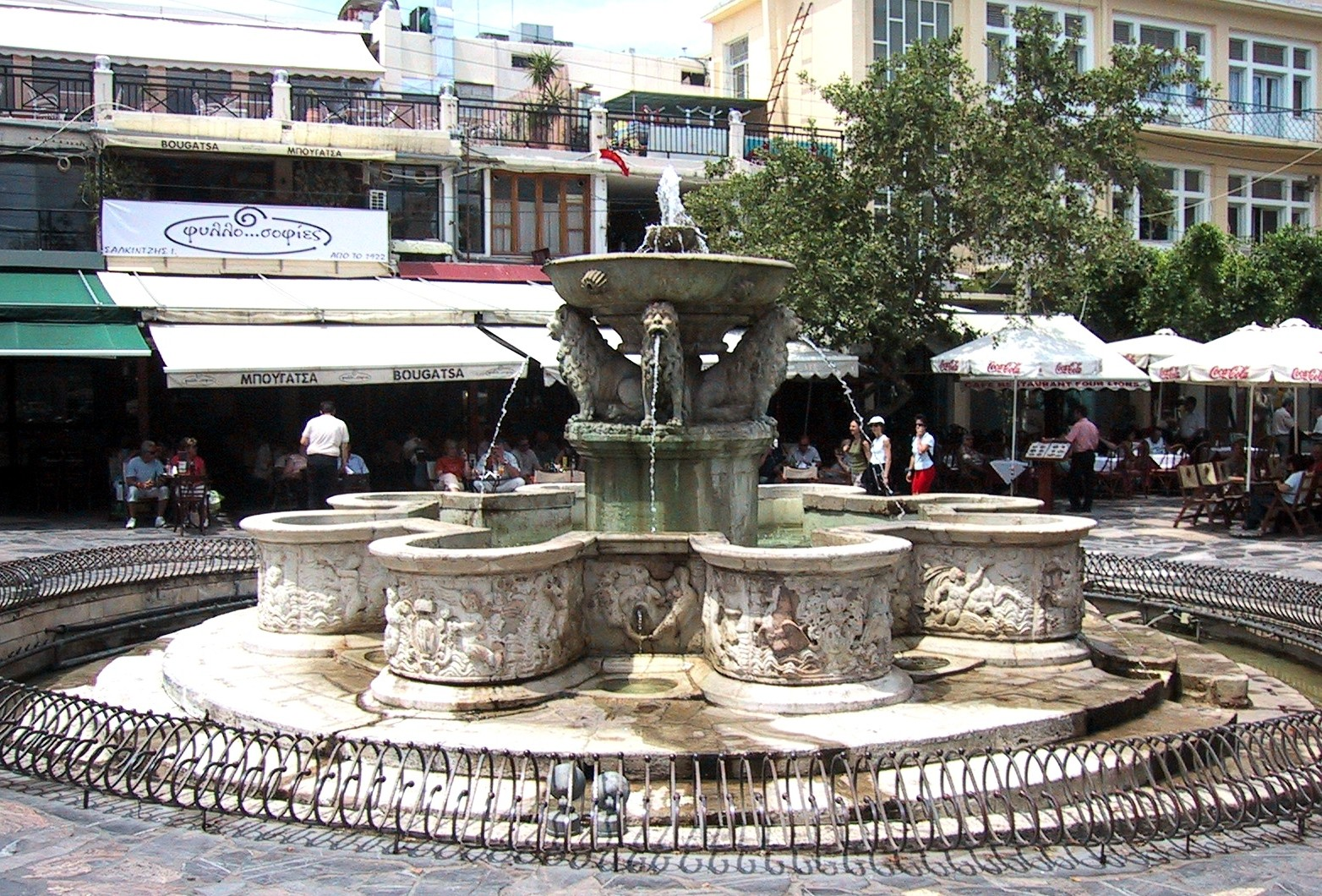
Фонтан Морозіні
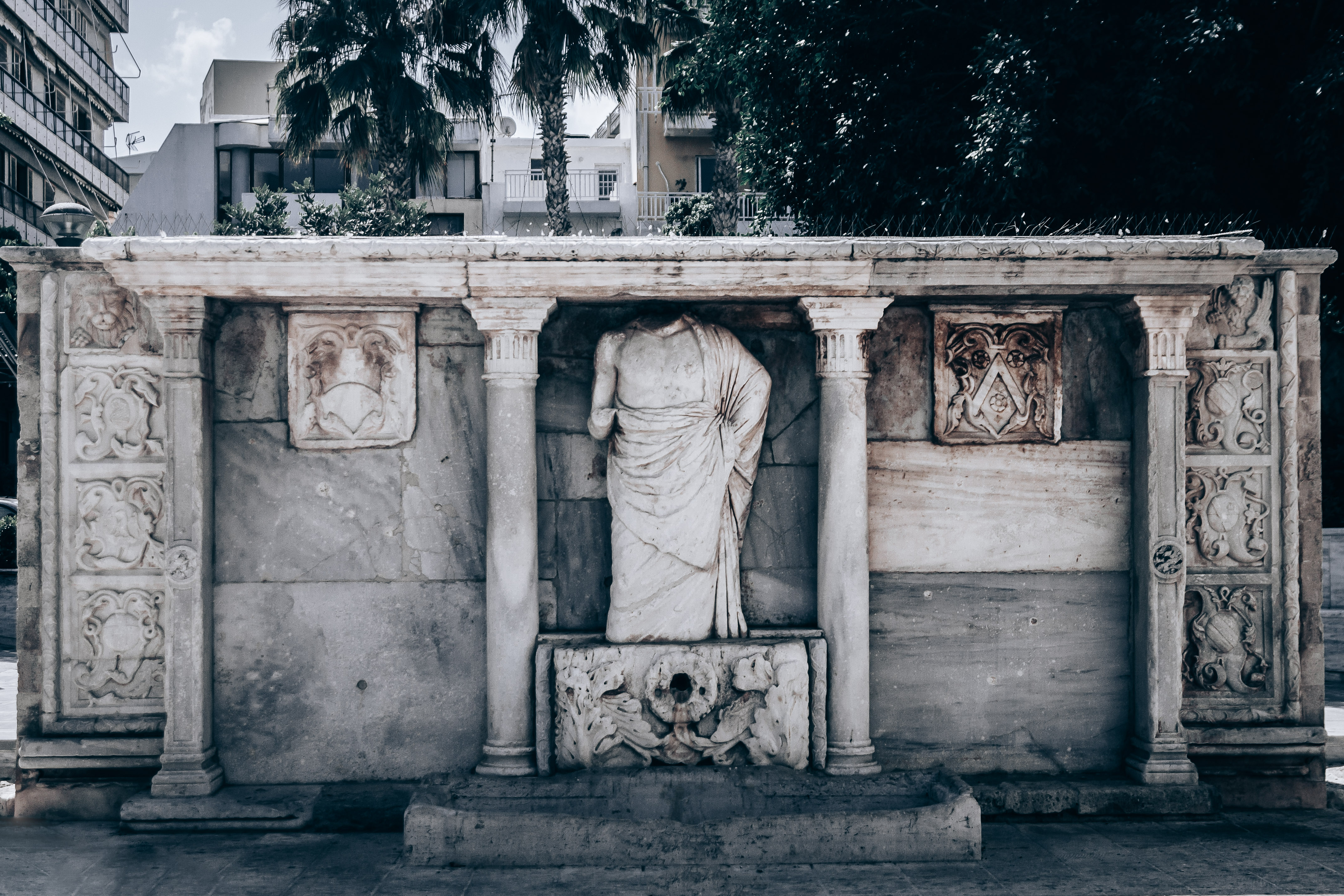
Фонтан Бебо
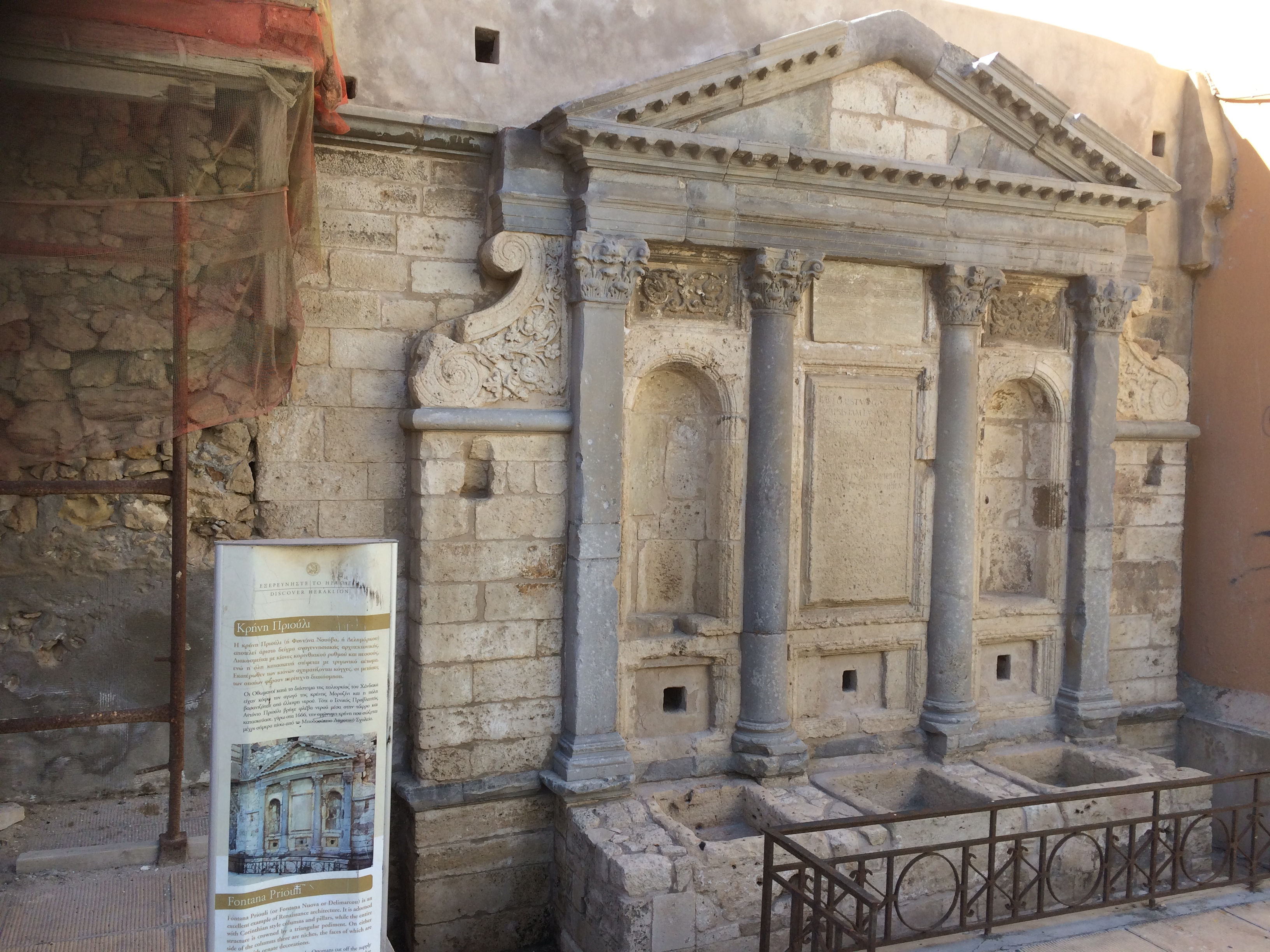
Фонтан Пріулі (Іракліон)
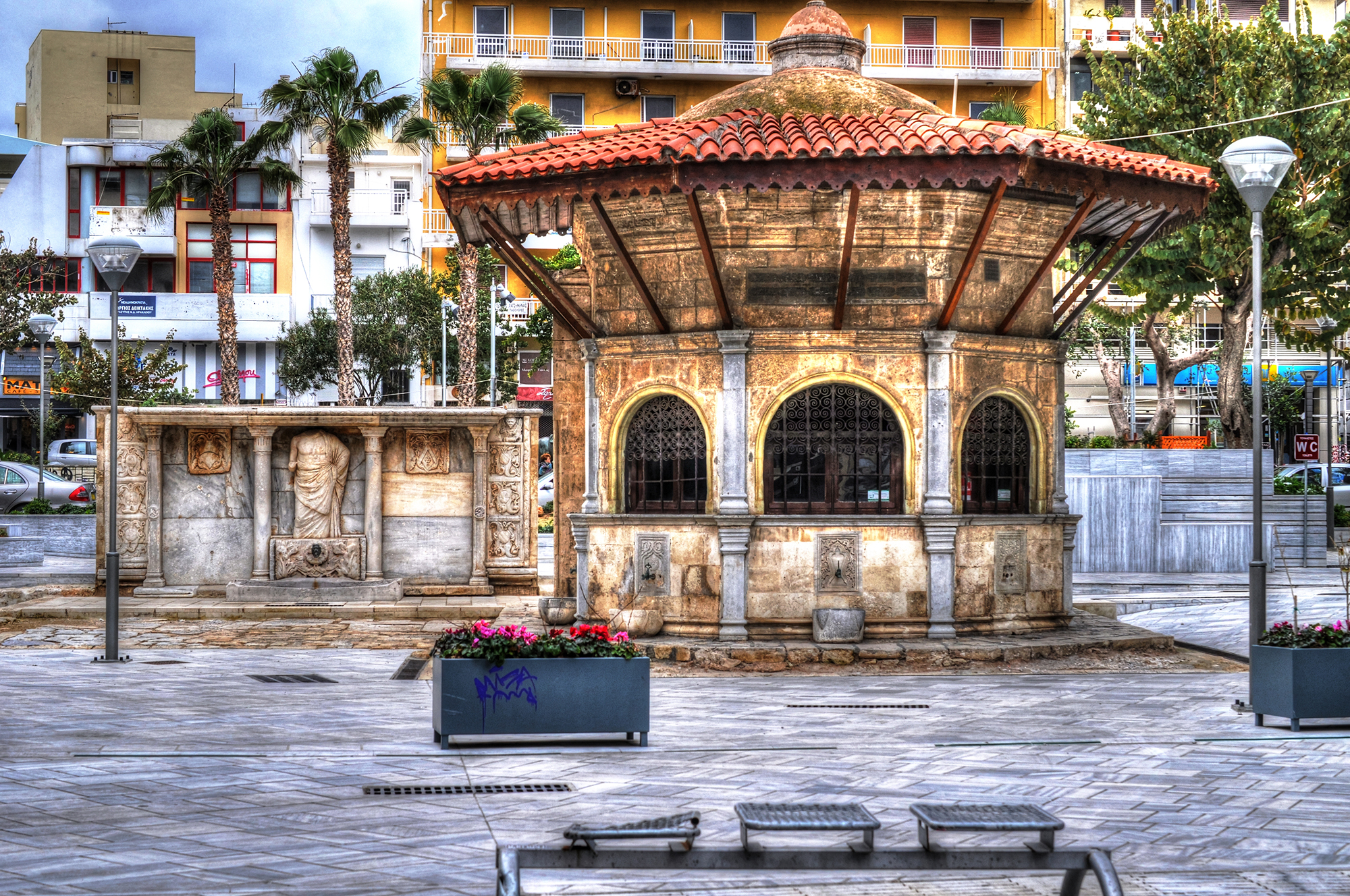
Фонтан Хачі Ібрагім Ага
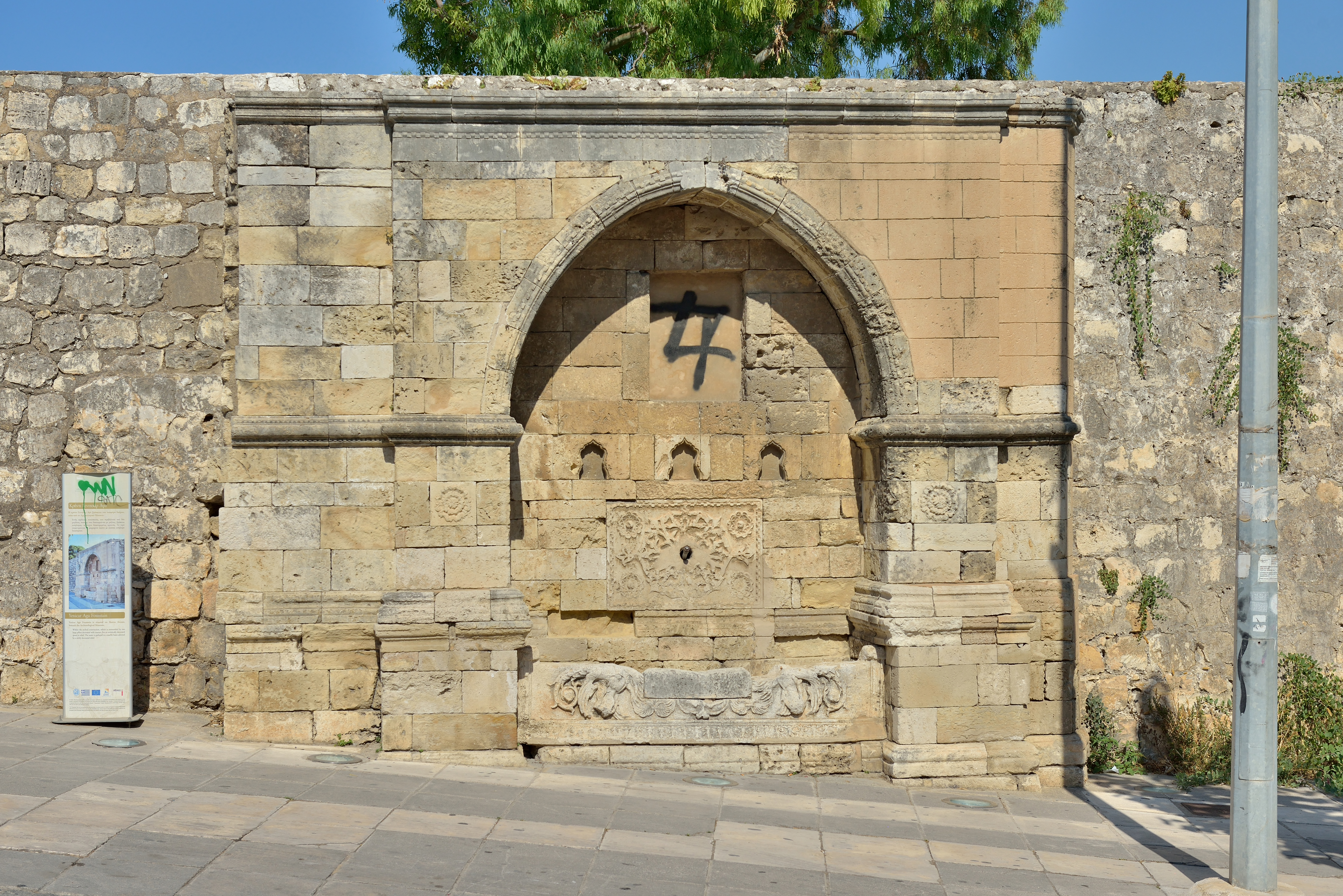
Фонтан Єніцар Ага
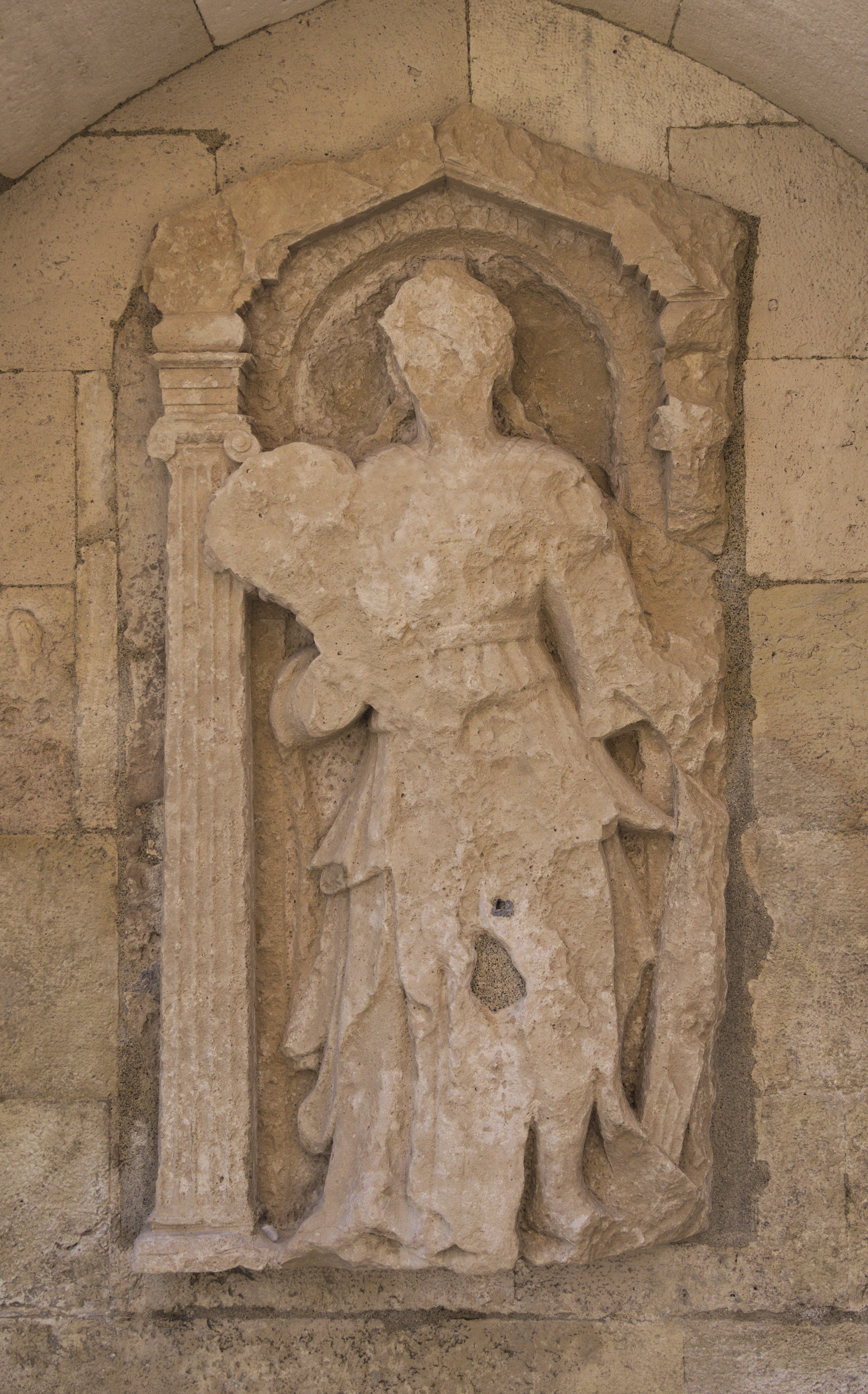
Фонтан Сагредо

## Персоналії
Літератори
- Стефанос Сахлікіс — грецький поет кінця XV — початку XVI століть.
- Одісеас Елітіс (Οδυσσέας Ελύτης) — грецький поет, Нобелівський лауреат 1979 р.
- Нікос Казандзакіс (Νίκος Καζαντζάκης) — письменник.
- Александр V — антипапа у період 1409—1410 рр.
- Еллі Алексіу — грецька письменниця та перекладачка.
- Галатія Казандзакі — грецька письменниця.

Науковці
- Франческо Бароцці — італійський математик, астроном, гуманіст.
- Іосиф Сіфакіс — лауреат Премії Тюрінга-2007.

Живопис
- Феофан Стрелітзас Бафа — іконописець, представник критської школи.
- Михайло Дамаскін — представник критської школи.
- Ель Греко — іспанський художник грецького походження.
- Константінос Воланакіс (Κωνσταντίνος Βολανάκης) — художник 19 ст.

Політика
- Костянтин Корнякт - купець, церковний меценат Львова;
- Яна Ангелопулос-Даскалакі — політик, очолювала комітет, відповідальний за підготовку Літніх Олімпійських ігор 2004 р. в Афінах.
- Гіоргос Вулгаракіс — міністр морської торгівлі.

Спорт
- Йосиф Даскалакіс (* 1982) — грецький футболіст.
- Нікос Махлас — грецький футболіст, учасник чемпіонату світу 1994 року.
- Йоргос Самарас — грецький футболіст, учасник чемпіонату Європи 2008 року.